# 南アフリカ国立動物園
座標: 南緯25度44分18.48秒 東経28度11分21.13秒 / 南緯25.7384667度 東経28.1892028度
南アフリカ国立動物園（みなみアフリカこくりつどうぶつえん、英語: National Zoological Gardens of South Africa）は、南アフリカ共和国ハウテン州ツワネ市都市圏（プレトリア）にある動物園。

## 概要
プレトリア中心部のポール・クルーガー通りに面している。
水族館とレプタイル・パークを併設し、年間約600,000人の観光客が訪れている。

## 歴史
1899年、J・W・B・ガンニングによって博物館に展示される予定で裏庭に管理されていた動物を引き取り開園したのが始まりです。